# Sölvesborg
Sölvesborg (dansk: Sølvesborg) er en svensk by i Blekinge mellem Ryssberget og en bugt i Østvesan. Byen blev grundlagt i middelalderen på vejen mellem de danske provinser Skåne og Blekinge. Under den danske tid var byen administrativt centrum i Sølvesborgs len. Til byens beskyttelse blev der med Sølvesborg Slot opført en borg, hvis ruiner er bevaret. I middelalderen var det den største og vigtigste fæstning i det østlige Danmark. På grund af beliggenheden blev Sölvesborg en vigtig handelsby.
Byens ældste bygning er Sankt Nikolai Kirken nordvest for byens stortorv. Kirkens ældste dele er fra omkring år 1300. Ved kirken findes to runesten (bl.a. Stentoftenstenen) fra 500-700-tallet.
Sölvesborgs Museum, der er indrettet i et gammelt kornmagasin, har udstillinger om byens og Listerlandets historie. Ved siden af museet ligger Sölvesborgs Kunsthalle.

## Historie
Sølvesborgs historie går tilbage til middelalderen. Den gamle, danske by blev afstået sammen med resten af skånelandene ved Roskilde freden i 1658. Antagelig er byen vokset op beskyttet af det nu nedlagte slot. Dens ældste kendte privilegier blev udstedt 1445 af kong Kristofer, som påberåber sig de af hans forgængere stadfæstede. 1452 brændtes byen af svenskerne. 1654 ophævedes byprivilegierne, og borgerne pålagdes at blive edsvorne borgere i Kristianstad og måtte kun hente varer derfra. Sølvesborg blev således en køping under Kristianstad. Sølvesborg fik igen købstadsrettigheder i 1835, og 1855 fik det desuden "stapelret".

## Galleri
- Sct. Nicolai Kirke i Sölvesborg
- Listers Herreds tinghus
- Nicolaigården i Sölvesborg
- Sölvesborg Kunsthal